# Березинский (посёлок)
Бере́зинский — посёлок в Чесменском районе Челябинской области России. Административный центр Березинского сельского поселения.

## Этимология
Топоним связан с победой русской армии над французами в сражении при реке Березине в 1812 году.

## География
Посёлок находится на берегу реки Верхний Тогузак, на расстоянии 34 км к юго-западу от села Чесма, административного центра района.

## История
Населённый пункт основан в 1847 году при организации Новолинейного района Оренбургского казачьего войска как поселение № 25. До 1917 года — военно-административный центр Березинского юрта. В 1929 году в посёлке создан колхоз «Тогузак», переименованный в 1953 году в колхоз имени Кирова. С 1957 года — центральная усадьба вновь созданного совхоза «Березинский».

## Население
| 2002 | 2010  |
| ---- | ----- |
| 1128 | ↘1120 |

### Половой состав
По данным Всероссийской переписи, в 2010 году численность населения посёлка составляла 1120 человек (502 мужчины и 618 женщин).

## Улицы
| - ул. 50 лет Октября, - ул. Восточная, - ул. Горького, - ул. Заречная, - ул. Кирова, - ул. Клубная, - ул. Комарова, | - ул. Кооперативная, - ул. Красильникова, - ул. Ленина, - ул. Ломоносова, - ул. Пушкина, - ул. Садовая, - ул. Северная, | - ул. Советская, - ул. Степная, - ул. Темникова, - ул. Целинная, - ул. Чапаева, - ул. Школьная, - ул. Южная. |